# Chastel, Haute-Loire

Chastel este o comună în departamentul Haute-Loire, Franța. În 2009 avea o populație de 147 de locuitori.